# Anolis insolitus
Anolis insolitus este o specie de șopârle din genul Anolis, familia Polychrotidae, descrisă de Williams și Rand 1969. Conform Catalogue of Life specia Anolis insolitus nu are subspecii cunoscute.